# ولسوالی بامیان
وُلُسوالی بامیان یکی از ولسوالی‌های ولایت بامیان در افغانستان است. آب و هوای سردی دارد و در کنار رشته‌کوه‌های بابا قرار دارد.
بامیان از مناطق کهن و تاریخی است و به قلب هزارستان معروف می‌باشد. آثار تاریخی آن در جهان مشهور می‌باشد از جمله دو بت بزرگ بودا که به دست رژیم طالبان تخریب گردید. بیشترین مردم این منطقه را هزاره‌ها تشکیل می‌دهند.

## جغرافیا

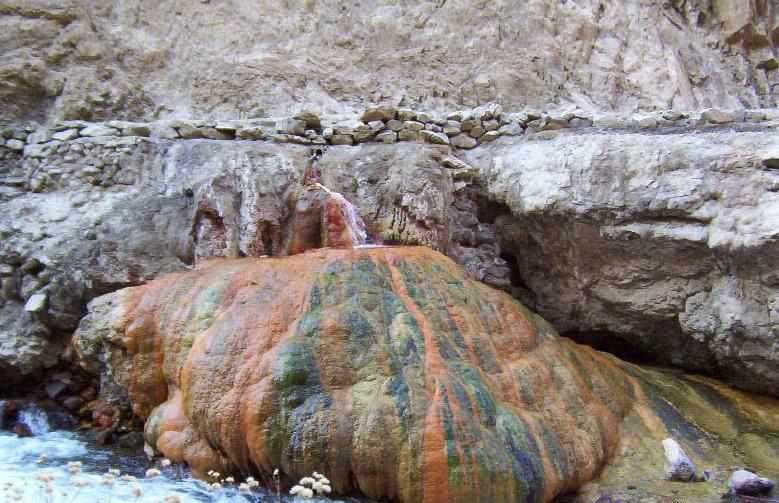
دره کالو در ولسوالی بامیان

| ژ                                                   | ف         | م        | آ         | م       | ژ       | ژ      | آ       | س       | اُ        | ن        | د         |
| ۸ ۶− ۱۶−                                            | ۸۶ ۶− ۱۶− | ۱۲۵ ۹ ۷− | ۱۳۳ ۲۱ ۳− | ۶۳ ۲۸ ۵ | ۲۲ ۳۵ ۷ | ۵ ۳۶ ۹ | ۱۵ ۳۴ ۸ | ۱۸ ۳۱ ۳ | ۴۲ ۲۴ ۳− | ۴۸ ۱۱ ۷− | ۱۰ ۳− ۱۴− |
| میانگین بالاترین و پایین‌ترین دما به مقیاس سانتیگراد |           |          |           |         |         |        |         |         |          |          |           |
| بارندگی به مقیاس میلی‌متر                            |           |          |           |         |         |        |         |         |          |          |           |
| منبع: Climate-Data.org                              |           |          |           |         |         |        |         |         |          |          |           |

| مقیاس فارنهایت و اینچ                              | مقیاس فارنهایت و اینچ | مقیاس فارنهایت و اینچ | مقیاس فارنهایت و اینچ | مقیاس فارنهایت و اینچ | مقیاس فارنهایت و اینچ | مقیاس فارنهایت و اینچ | مقیاس فارنهایت و اینچ | مقیاس فارنهایت و اینچ | مقیاس فارنهایت و اینچ | مقیاس فارنهایت و اینچ | مقیاس فارنهایت و اینچ |
| -------------------------------------------------- | --------------------- | --------------------- | --------------------- | --------------------- | --------------------- | --------------------- | --------------------- | --------------------- | --------------------- | --------------------- | --------------------- |
| ژ                                                  | ف                     | م                     | آ                     | م                     | ژ                     | ژ                     | آ                     | س                     | اُ                     | ن                     | د                     |
| ۰٫۳ ۲۱۳                                            | ۳٫۴ ۲۱۳               | ۴٫۹ ۴۸۱۹              | ۵٫۲ ۷۰۲۷              | ۲٫۵ ۸۲۴۱              | ۰٫۹ ۹۵۴۵              | ۰٫۲ ۹۷۴۸              | ۰٫۶ ۹۳۴۶              | ۰٫۷ ۸۸۳۷              | ۱٫۷ ۷۵۲۷              | ۱٫۹ ۵۲۱۹              | ۰٫۴ ۲۷۷               |
| میانگین بالاترین و پایین‌ترین دما به مقیاس فارنهایت |                       |                       |                       |                       |                       |                       |                       |                       |                       |                       |                       |
| بارندگی به مقیاس اینچ                              |                       |                       |                       |                       |                       |                       |                       |                       |                       |                       |                       |

| ژ                                                   | ف         | م        | آ         | م       | ژ       | ژ      | آ       | س       | اُ        | ن        | د         |
| ۸ ۶− ۱۶−                                            | ۸۶ ۶− ۱۶− | ۱۲۵ ۹ ۷− | ۱۳۳ ۲۱ ۳− | ۶۳ ۲۸ ۵ | ۲۲ ۳۵ ۷ | ۵ ۳۶ ۹ | ۱۵ ۳۴ ۸ | ۱۸ ۳۱ ۳ | ۴۲ ۲۴ ۳− | ۴۸ ۱۱ ۷− | ۱۰ ۳− ۱۴− |
| میانگین بالاترین و پایین‌ترین دما به مقیاس سانتیگراد |           |          |           |         |         |        |         |         |          |          |           |
| بارندگی به مقیاس میلی‌متر                            |           |          |           |         |         |        |         |         |          |          |           |
| منبع: Climate-Data.org                              |           |          |           |         |         |        |         |         |          |          |           |

| مقیاس فارنهایت و اینچ                              | مقیاس فارنهایت و اینچ | مقیاس فارنهایت و اینچ | مقیاس فارنهایت و اینچ | مقیاس فارنهایت و اینچ | مقیاس فارنهایت و اینچ | مقیاس فارنهایت و اینچ | مقیاس فارنهایت و اینچ | مقیاس فارنهایت و اینچ | مقیاس فارنهایت و اینچ | مقیاس فارنهایت و اینچ | مقیاس فارنهایت و اینچ |
| -------------------------------------------------- | --------------------- | --------------------- | --------------------- | --------------------- | --------------------- | --------------------- | --------------------- | --------------------- | --------------------- | --------------------- | --------------------- |
| ژ                                                  | ف                     | م                     | آ                     | م                     | ژ                     | ژ                     | آ                     | س                     | اُ                     | ن                     | د                     |
| ۰٫۳ ۲۱۳                                            | ۳٫۴ ۲۱۳               | ۴٫۹ ۴۸۱۹              | ۵٫۲ ۷۰۲۷              | ۲٫۵ ۸۲۴۱              | ۰٫۹ ۹۵۴۵              | ۰٫۲ ۹۷۴۸              | ۰٫۶ ۹۳۴۶              | ۰٫۷ ۸۸۳۷              | ۱٫۷ ۷۵۲۷              | ۱٫۹ ۵۲۱۹              | ۰٫۴ ۲۷۷               |
| میانگین بالاترین و پایین‌ترین دما به مقیاس فارنهایت |                       |                       |                       |                       |                       |                       |                       |                       |                       |                       |                       |
| بارندگی به مقیاس اینچ                              |                       |                       |                       |                       |                       |                       |                       |                       |                       |                       |                       |